# Shigetaka Kurita
Shigetaka Kurita (Prefettura di Gifu, 9 maggio 1972) è un grafico giapponese, noto per essere l'ideatore delle emoji.

## Biografia
Nel 1999, quando faceva parte del team di sviluppo di NTT DoCoMo, ha progettato una serie di 176 pittogrammi basandosi su manga, segnali stradali e caratteri cinesi. Questi simboli presero poi il nome di Emoji, che in giapponese significa "icona".
Il set originale, creato utilizzando una griglia di 12 pixel per 12, è custodito dal 2019 al Museum of Modern Art (MoMA).